# 25899 Namratanand
25899 Namratanand (tên chỉ định: 2000 YE61) là một tiểu hành tinh vành đai chính. Nó được phát hiện bởi dự án Nghiên cứu tiểu hành tinh gần Trái Đất Lincoln ở Socorro, New Mexico, ngày 30 tháng 12 năm 2000. Nó được đặt theo tên Namrata Anand, an American high school student và finalist in the 2010 Intel Science Talent Search.